# Pantone
Pantone is een bedrijf dat kleurcoderingen publiceert. De coderingen, zoals PMS 200 ('Pantone Matching System'), zijn een eenduidige afspraak tussen alle partijen in een ontwerp- en productieproces (bijvoorbeeld ontwerper, textielleverancier en drukker). Het woord 'matching' ('overeenkomen, samenvallen') geeft aan dat het reproduceren van een bepaalde kleur een belangrijke doelstelling is; dit is geen vanzelfsprekendheid in ontwerp- en productieomgevingen.
De eerste publicatie, in 1963, was vooral gericht op grafische ontwerpers, drukkerijen, en hun kleurtechniek CMYK. Later is de catalogus uitgebreid met vertalingen naar elektronisch gemaakte kleuren voor presentatie op beeldscherm.

## Basislijst
Oorspronkelijk werden 500 kleuren genummerd vanaf PMS 100. Later zijn daar fluorescerende kleuren aan toegevoegd ('DayGlo', PMS 801 - 842), en lichtvaste (niet-mengbare) kleuren (PMS 012, 021, 032, 071). In 1991 werd 'Pantone 1000' geïntroduceerd (1012 kleuren), met toevoegingen als 'Dry trap' (tweemaal dezelfde kleur over elkaar drukken, met intensiverend effect). De nu gebruikte lijst met 1114 kleuren is in 2000 gepubliceerd, met als toevoegingen onder meer 'Ontwerpersgeïnspireerde' kleuren (7401 - 7547). Steeds ook zijn er kleurdefinities vervallen.

## Ondergrond, proces en afwerking
Bepaalde effecten, zoals kwaliteit van de ondergrond, het gebruikte drukproces en een afwerking met glanslaag, leveren aparte stalen (kleurenwaaiers) op. Deze worden steeds aangegeven met een toegevoegde lettercode:
C = Coated paper
U = Uncoated paper
M = Matte paper
TC = Textile Cotton
TP = Textile Paper/TPX Textile Paper Extended
T (prefix) = Transparant
CV = Computer Video
CVC/CVU = Computer Video Coated/Uncoated Paper (gesimuleerd in beeld)
CVP = Computer Video, Process color (CMYK-kleuren gesimuleerd in beeld)
CVS = Computer Video, SWOP-Standard (SWOP-proces hier gesimuleerd in beeld)
SWOP = Standard Web Offset Printing (zoals in VS en Azië)
SWOP-Euro = Standard Web Offset Printing (volgens Euroscale; vanwege verschillende druktechnieken in de regio's, in inktkleur en densiteit)
DS = Digital SWOP
S (prefix) =
HC = hexachrome, CMYK met Orange en Green (CMYKOG)
Daarnaast is er een druktechniek ontwikkeld met zes kleuren ('Hexachrome'). In plaats van de standaard vier kleuren van CMYK wordt gedrukt met zes kleuren: oranje en groen zijn toegevoegd, waardoor meer PMS-standaardkleuren gedrukt kunnen worden zonder de meer speciale drukkleuren te gebruiken, of de duurdere achtkleurendruk.

## Digitaal/elektronisch
Pantone heeft bij al de kleuren een digitale benadering gegeven om computerontwerpen mogelijk te maken en daarbij zo veel mogelijk overeenkomst te houden tussen digitale ontwerpen (kleuren op het beeldscherm) en fysieke productie (drukwerk). Deze vertalingen zijn in RGB, HTML-tags of in systeemspecifieke coderingen.

## Kleur van het jaar

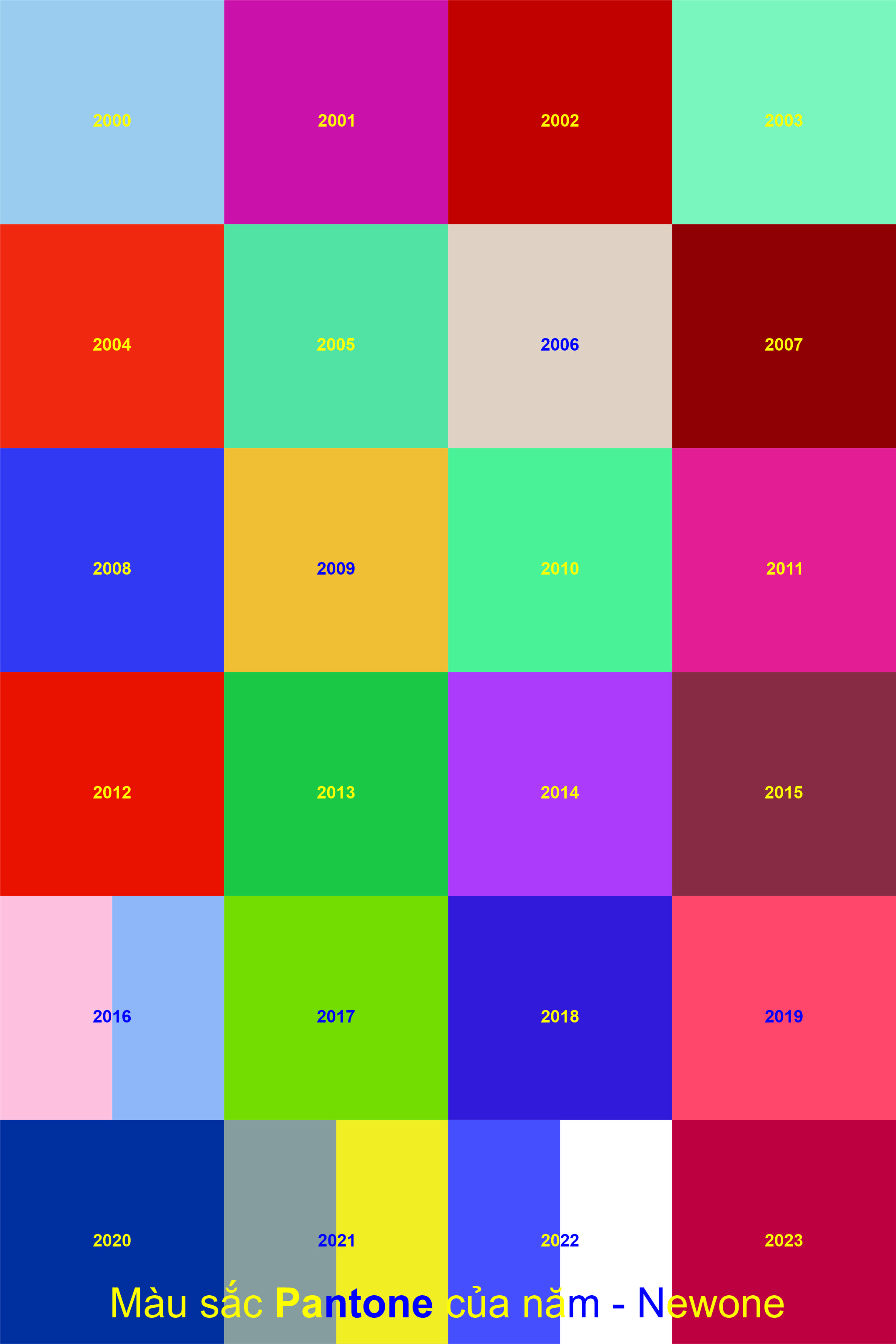
Pantone Kleur van het Jaar (2023)

Het Pantone Kleurinstituut kiest sinds 2000 elk jaar een 'kleur van het jaar' voor het jaar erop. De kleur van het jaar voor 2013 is bijvoorbeeld gekozen in de lente van 2012. De kleur van het jaar wordt bekendgemaakt in Pantone View.
In 2016 en 2021 koos Pantone twee kleuren van het jaar.
- 2000: Cerulean (Ceruleumblauw), Pantone 15-4020, HTML-kleurcode: #9BB7D4
- 2001: Fuchsia Rose (Fuchsiaroze), Pantone 17-2031, HTML-kleurcode: #C74375
- 2002: True Red (Rood), Pantone 19-1664, HTML-kleurcode: #BF1932
- 2003: Aqua Sky (Waterblauw/Hemelsblauw), Pantone 14-4811, HTML-kleurcode: #7BC4C4
- 2004: Tigerlily (Oranjelelie), Pantone 17-1456, HTML-kleurcode: #E2583E
- 2005: Blue Turquoise (Blauw Turquoise), Pantone 15-5217, HTML-kleurcode: #53B0AE
- 2006: Sand Dollar (Zandkleur), Pantone 13-1106, HTML-kleurcode: #DECDBE
- 2007: Chili Pepper (Spaanse peper), Pantone 19-1557, HTML-kleurcode: #9B1B30
- 2008: Blue Iris (Blauwe lis), Pantone 18-3943, HTML-kleurcode: #5A5B9F
- 2009: Mimosa (Acaciageel), Pantone 14-0848, HTML-kleurcode: #F0C05A
- 2010: Turquoise (Turquoise), Pantone 15-5519, HTML-kleurcode: #45B5AA
- 2011: Honeysuckle (Kamperfoelieroze), Pantone 18-2120, HTML-kleurcode: #D94F70
- 2012: Tangerine Tango (Mandarijnoranje), Pantone 17-1463, HTML-kleurcode: #DD4124
- 2013: Emerald (Smaragd), Pantone 17-5641, HTML-kleurcode: #009473
- 2014: Radiant Orchid (Orchideepaars), Pantone 18-3224, HTML-kleurcode: #B163A3
- 2015: Marsala (Marsalabruin), Pantone 18-1438, HTML-kleurcode: #955251
- 2016: Rose Quartz (Rozenkwarts), Pantone 13-1520, HTML-kleurcode: #F7CAC9
- 2016: Serenity (Sereniteit, licht lilablauw), Pantone 15-3913, HTML-kleurcode: #92A8D1
- 2017: Greenery (Kamerplantgroen), Pantone 15-0343, HTML-kleurcode: #88B04B
- 2018: Ultra Violet (UltraViolet), Pantone 18-3838, HTML-kleurcode: #5F4B8B
- 2019: Living Coral (Bloedkoraalrood), Pantone 16-1546, HTML-kleurcode: #FF6F61
- 2020: Classic Blue (Klassiek Blauw), Pantone 19-4052, HTML-kleurcode: #0F4C81
- 2021: Ultimate Gray (Grijs), Pantone 17-5104, HTML-kleurcode: #939597
- 2021: Illuminating (Geel), Pantone 13-0647, HTML-kleurcode: #F5DF4D
- 2022: Very Peri (Violet), Pantone 17-3938, HTML-kleurcode: #6667AB
- 2023: Viva Magenta (Magenta), Pantone 18-1750, HTML-kleurcode: #BB2649
- 2024: Peach Fuzz (Lichtoranje), Pantone 13-1023, HTML-kleurcode: #FFBE98
- 2025: Mocha Mousse (chocomousse-bruin) 17-1230, HTML-kleurcode: #A47864